# Hagastaden

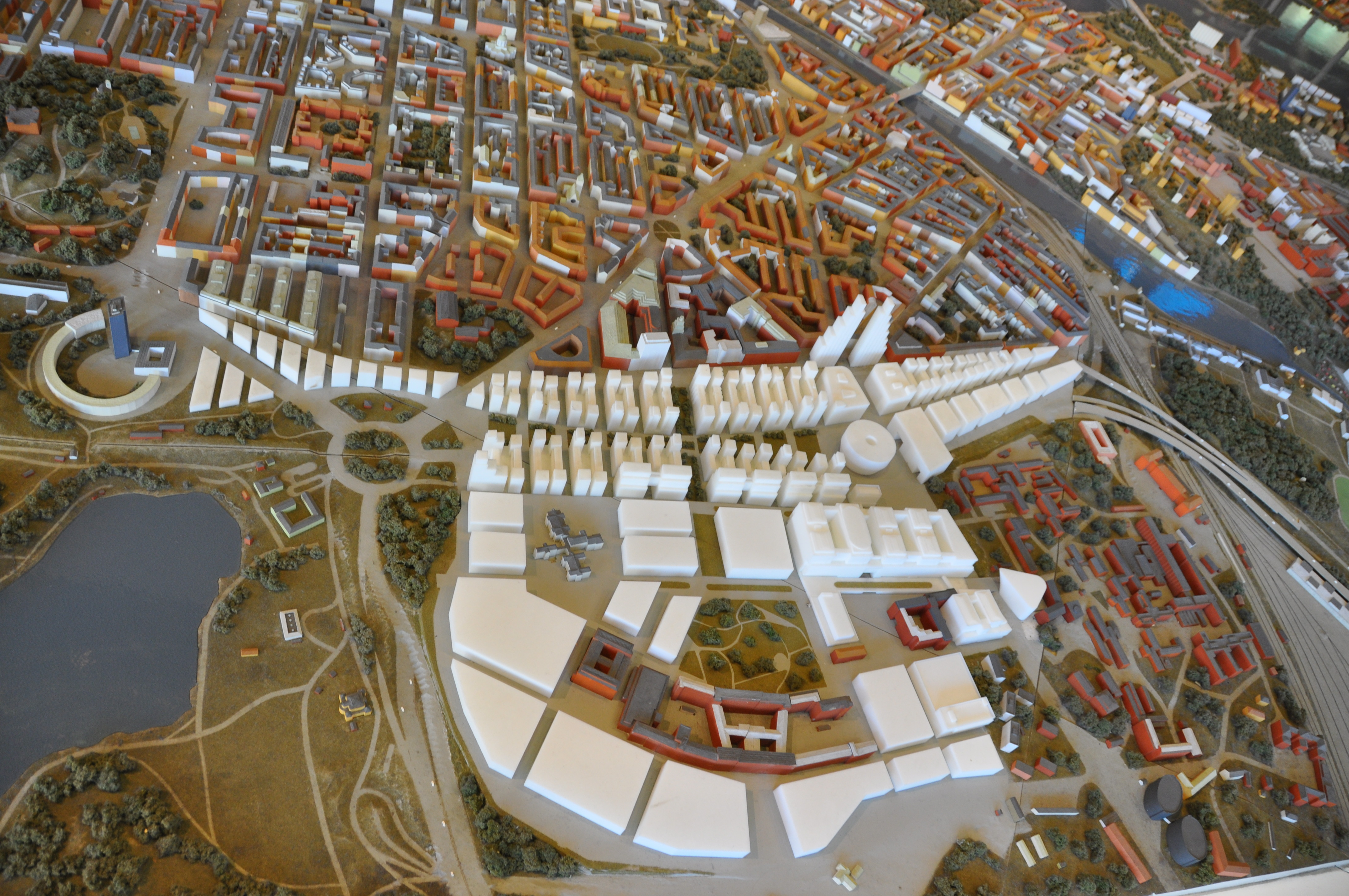
Modell för Hagastaden, vy mot syd med Wenner-Gren Center och Brunnsviken till vänster samt (gamla) Karolinska sjukhuset i förgrunden. Området med röda byggnader till höger i förgrunden är Karolinska institutet.

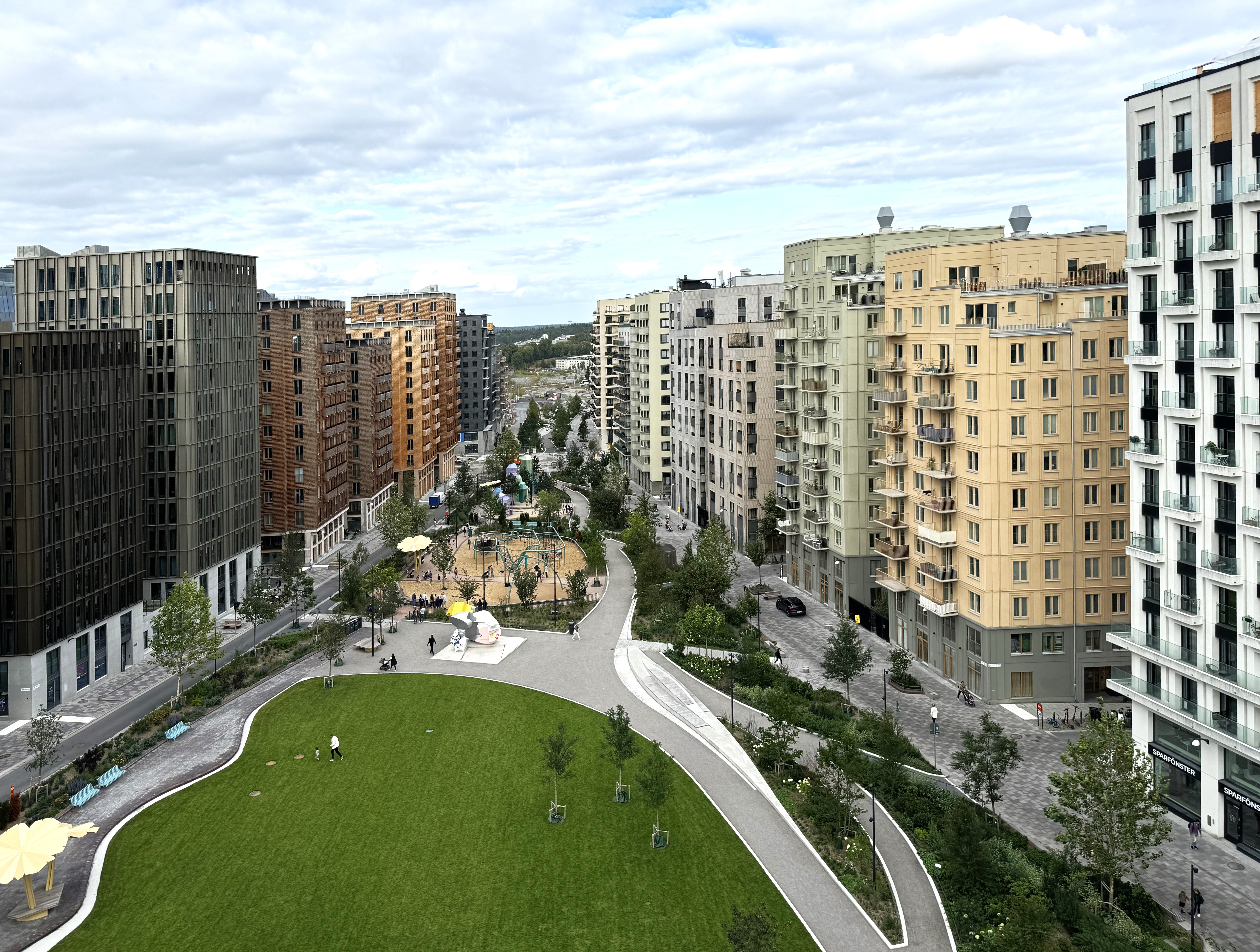
Norra stationsparken i Hagastaden, augusti 2024.

Hagastaden  är ett kommungränsöverskridande stadsbyggnadsprojekt i Stockholm, innefattande delar av Stockholms kommun och Solna kommun. Hagastaden har en yta av 96 hektar och omfattar områdena för den tidigare bangården för Stockholms norra station och Norra stationsgatan, Karolinska institutet och Karolinska sjukhuset. Hagastaden kan på grund av sitt läge vid gränsen av Stockholms innerstad idag anses ingå i det så kallade Halvcentrala bandet. Området blir en ny stadsdel i Stockholms innerstad.
Hagastaden tillhör dels stadsdelen Vasastaden i Stockholms innerstad, dels stadsdelen Haga i Solna kommun. Det finns en arkitekturmässig strävan att sudda ut kommungränsen  men området förblir uppdelat i kommunal bemärkelse. I praktiken löper gränsen längs Eugeniavägen, undantaget Elite Hotel Carolina Tower.  Den södra delen av Hagastaden, som domineras av en rad höga och täta bostadskvarter med den kommande Norra stationsparken i mitten, ligger i Vasastaden. Större delen av Hagastadens akademiska lokaler, sjukhuslokaler samt många kontorsplatser ligger i Solna (norr om Eugeniavägen) och även 3 000 bostäder planeras i denna del längre fram i tiden. Att Hagastaden ligger i två olika kommuner påverkar bland annat fördelningen av förskole- och skolplatser och kommunalskatt inom området. 

## Bebyggelse

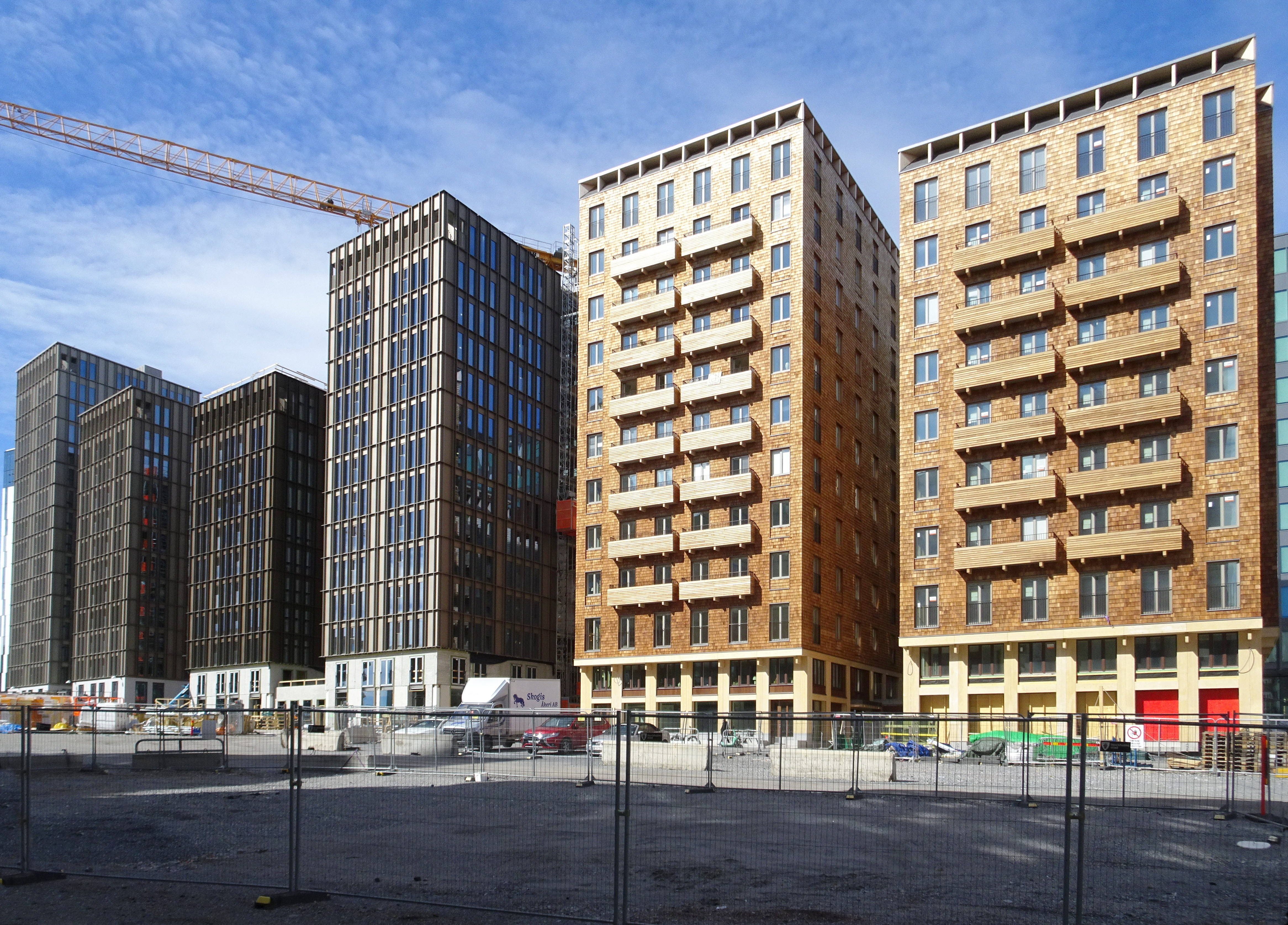
Hagastaden i april 2022. Fastigheter (från vänster): Oxford 1, Coimbra 1, Bologna 2, Humboldt 1.

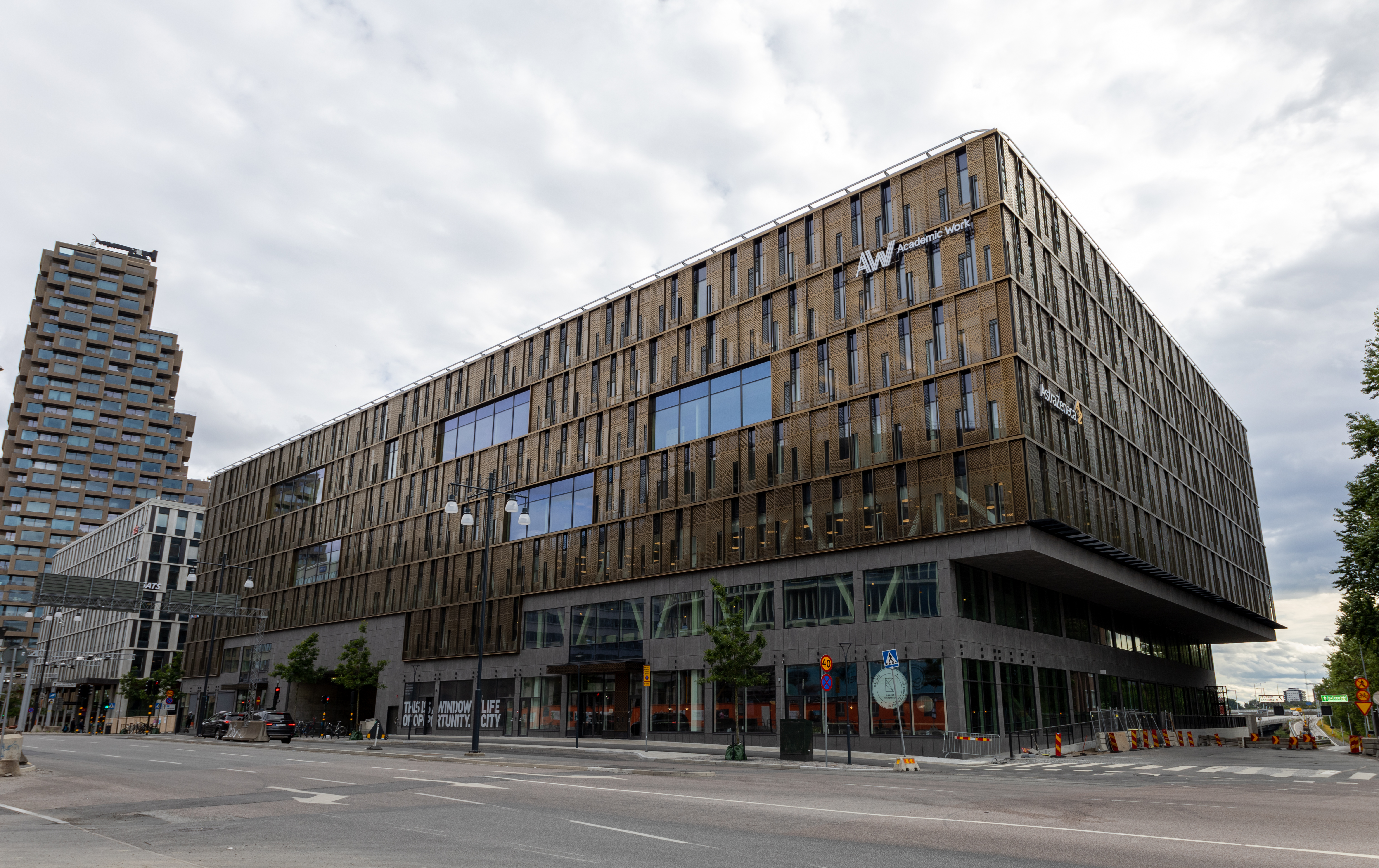
Kvarteret Molekylen i juli 2022. I bakgrunden syns Norra tornen.

De första lägenheterna var klara för inflyttning hösten 2017. Inledningsvis beräknades området att vara klart till 2025, men detta har förskjutits till 2030. När Hagastaden är färdigställt beräknas totalt 6 000 bostäder (3 000 i Stockholm och 3 000 i Solna) och 50 000 arbetsplatser finnas i området.
Ansvarig arkitekt för den övergripande detaljplanen är Aleksander Wolodarski. Projektet väntas kosta över 50 miljarder kronor 2011 och har kallats av dåvarande finansborgarrådet i Stockholms kommun Sten Nordin för "[...]den största investeringen i Sverige någonsin[...]"
Ett landmärke i form av två höga byggnader – Norra tornen – har uppförts vid Torsplan av Oscar Properties. Byggnaderna består av bostadsrätter med publika ytor i bottenvåningarna. I kvarter 2-5 längs Norra stationsgatan har Einar Mattsson,  Veidekke Bostad, Ikano Bostad och Familjebostäder uppfört en rad bostadsrätter och hyresrätter. I kvarteren Oxford och Coimbra bygger även Erik Wallin AB bostäder. Bostadskvarteren omger den nya Norra Stationsparken. På andra sidan Eugeniavägen ligger Nya Karolinska och ett stort antal arbetsplatser.
I juli 2014 presenterades ett förslag om att omvandla Solnavägen från trafikled till en mer promenadvänlig stadsgata. Förslaget innebär att cirka 2 000 nya bostäder byggs i sex till åtta våningar. Det har planerats för lokaler för handel i bottenvåningarna på båda sidor av Solnavägen, från Frösundaleden till Hagalunds industriområde. Solnavägen smalnas av och får två körfält i vardera riktning, kantstensparkering, separata gång- och cykelbanor samt trädplanteringar som ramar in gaturummet på båda sidorna.

## Namnet
Större delen av området upptogs tidigare av godsbangården Stockholms norra station. Därför betecknades projektet länge som Norra stationsområdet (i analogi med Södra stationsområdet på Södermalm). Den 22 december 2010 presenterades det nya namnet "Hagastaden" som hade föreslagits i en allmän tävling. Namnet "invigdes" formellt den 21 juni 2011 av Stockholms stads finansborgarråd Sten Nordin (M), tillsammans med Solna stads 1:e vice kommunstyrelseordförande Anders Ekegren (FP). För att symbolisera sammanföringen av två städer knöt de ihop ett blågult band på platsen. Alla nya gator i Hagastaden med undantag av Hagaesplanaden är namngivna efter kvinnliga forskare, exempelvis Lise Meitner.

## Projektet
Projektet syftar bland annat till:
- Att förtäta området kring den tidigare järnvägsstationen Stockholms norra i stadsdelen Vasastaden i Stockholms kommun.
- Att förtäta området kring Karolinska institutets och Karolinska sjukhusets områden inom Solna kommun.
- Sjukhuset Nya Karolinska Solna kommer att integreras i Hagastaden.
- Att lägga motorvägen E4/E20 (Norra länken) samt järnvägen Värtabanan i tunnel under området.
- Solnavägen skall bli mer lik en stadsgata och Hälsingegatan och Dalagatan förlängas in på Karolinska sjukhusets område.
- Skapa en grogrund för befintliga företag att växa och för nya företag att starta inom livsvetenskap (life sciences).
- Att skapa en levande stadsmiljö och ett samhälle med en blandning av lärosäten, företag, forskningsinstitut, sjukhus, bostäder, kultur, service och rekreation.
- Att skapa goda kommunikationslägen med närheten till centrala Stockholm, utbyggnad av Norra länken, Citybanan med station Odenplan och tunnelbaneförlängningen från Odenplan till Hagastaden och i förlängningen Arenastaden i Solna.

## Gatunamn
Gatorna i Hagastaden är namngivna efter framstående kvinnliga pionjärer inom forskning och praktik i framförallt medicin, kemi, fysik, matematik och pedagogik.
Kvinnorna som har fått ge namn åt gatorna i Hagastaden är:
- Agnes Arvidson
- Alfhild Tamm
- Anna Stecksén
- Anna Whitlock
- Betty Pettersson
- Emmy Rappe
- Eva Ekeblad
- Gerda Höjer
- Johanna Hedén
- Lise Meitner
- Maria Aspman
- Nina Einhorn
- Ninni Kronberg
- Sonja Kovalevsky
- Valfrid Palmgren

## Bilder från bygget

### I kronologisk ordning

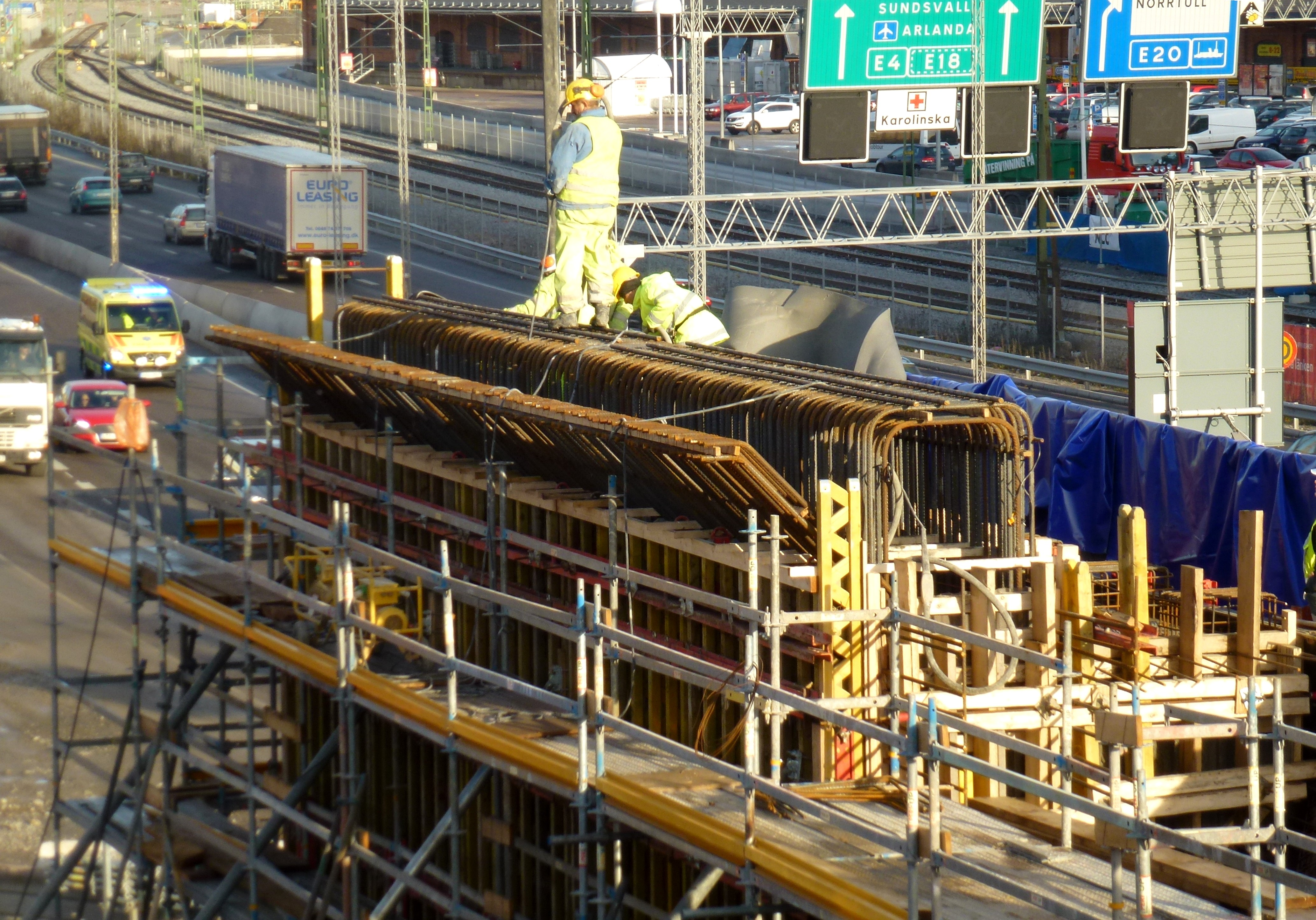
31 oktober 2012.
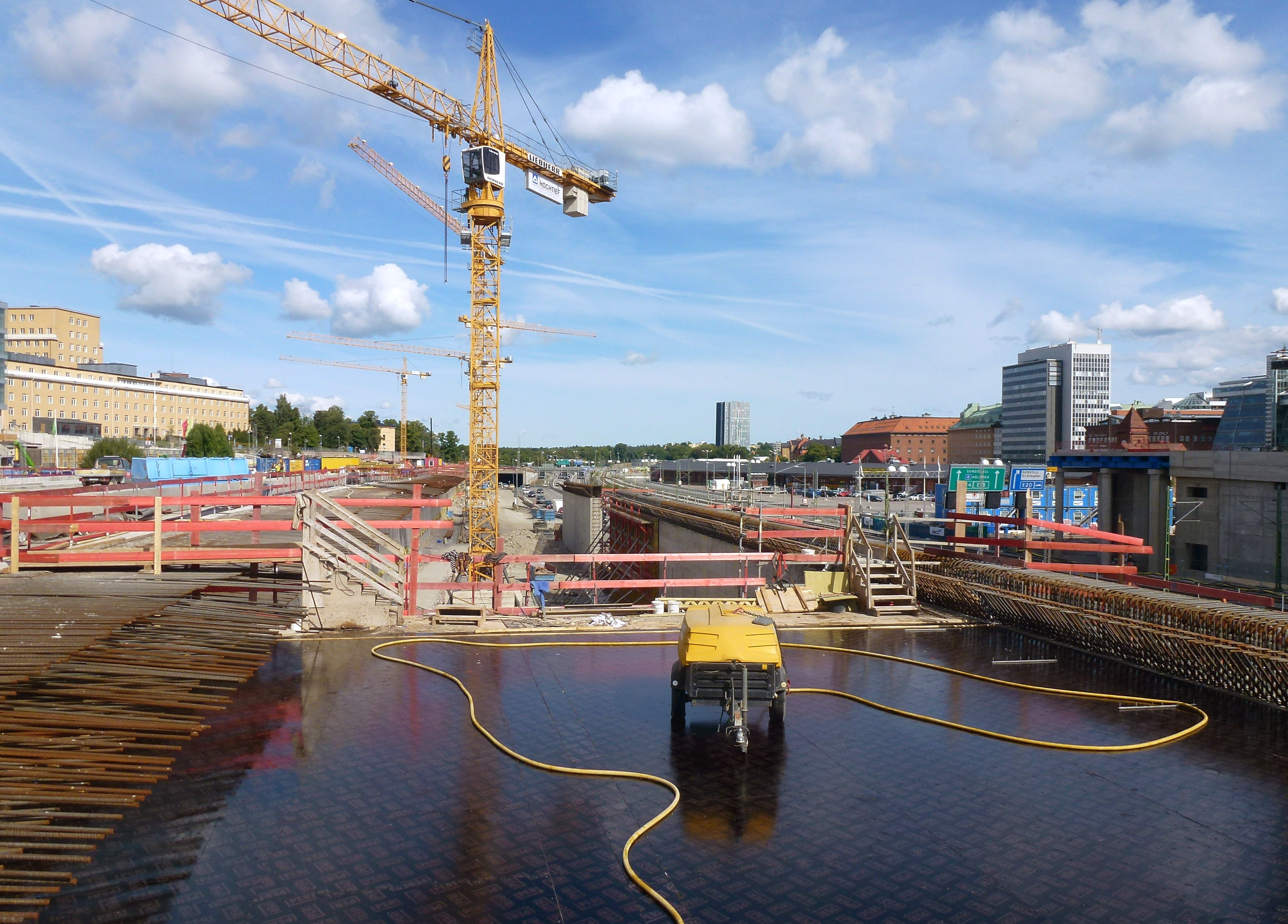
24 augusti 2013.
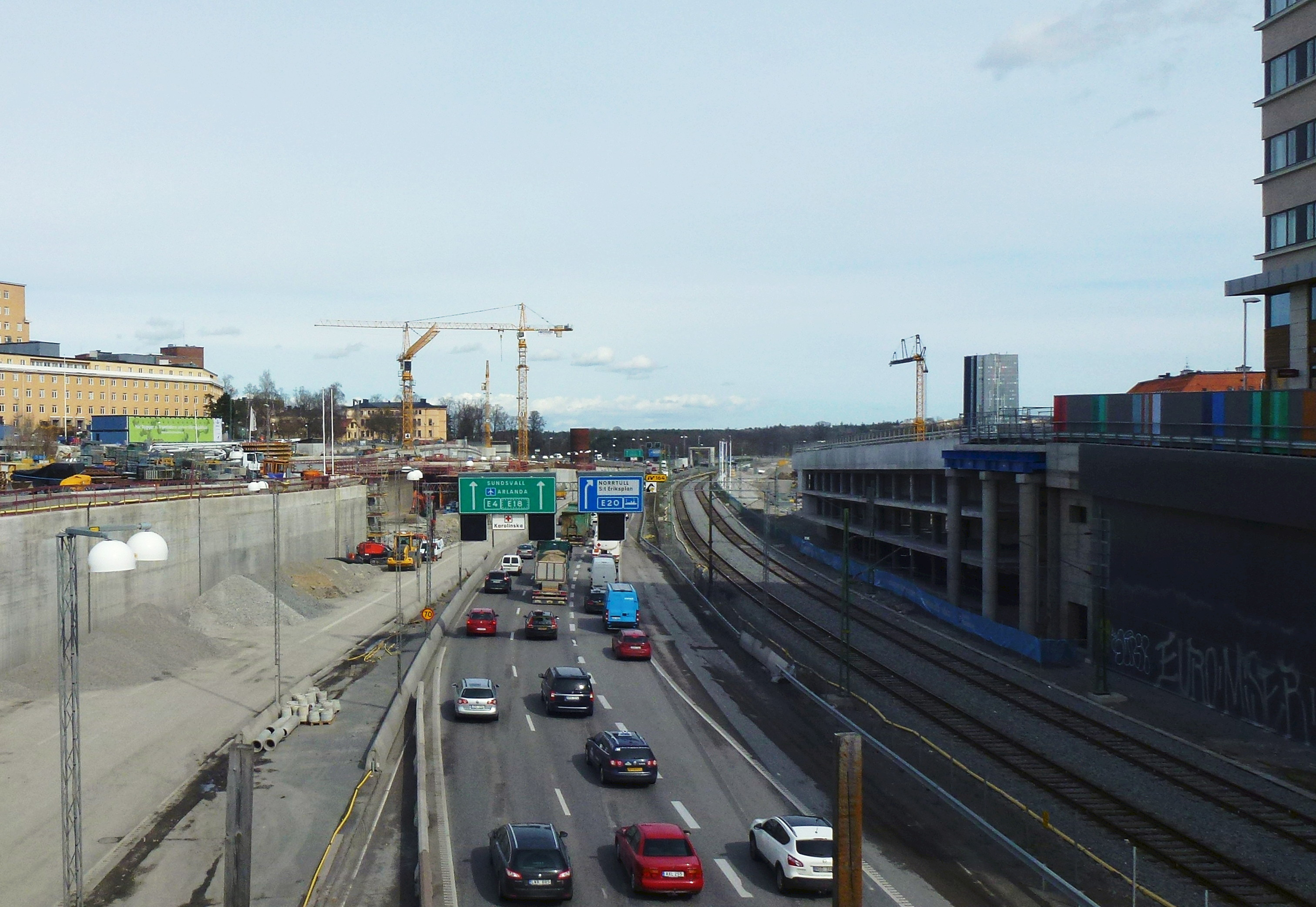
15 april 2015.
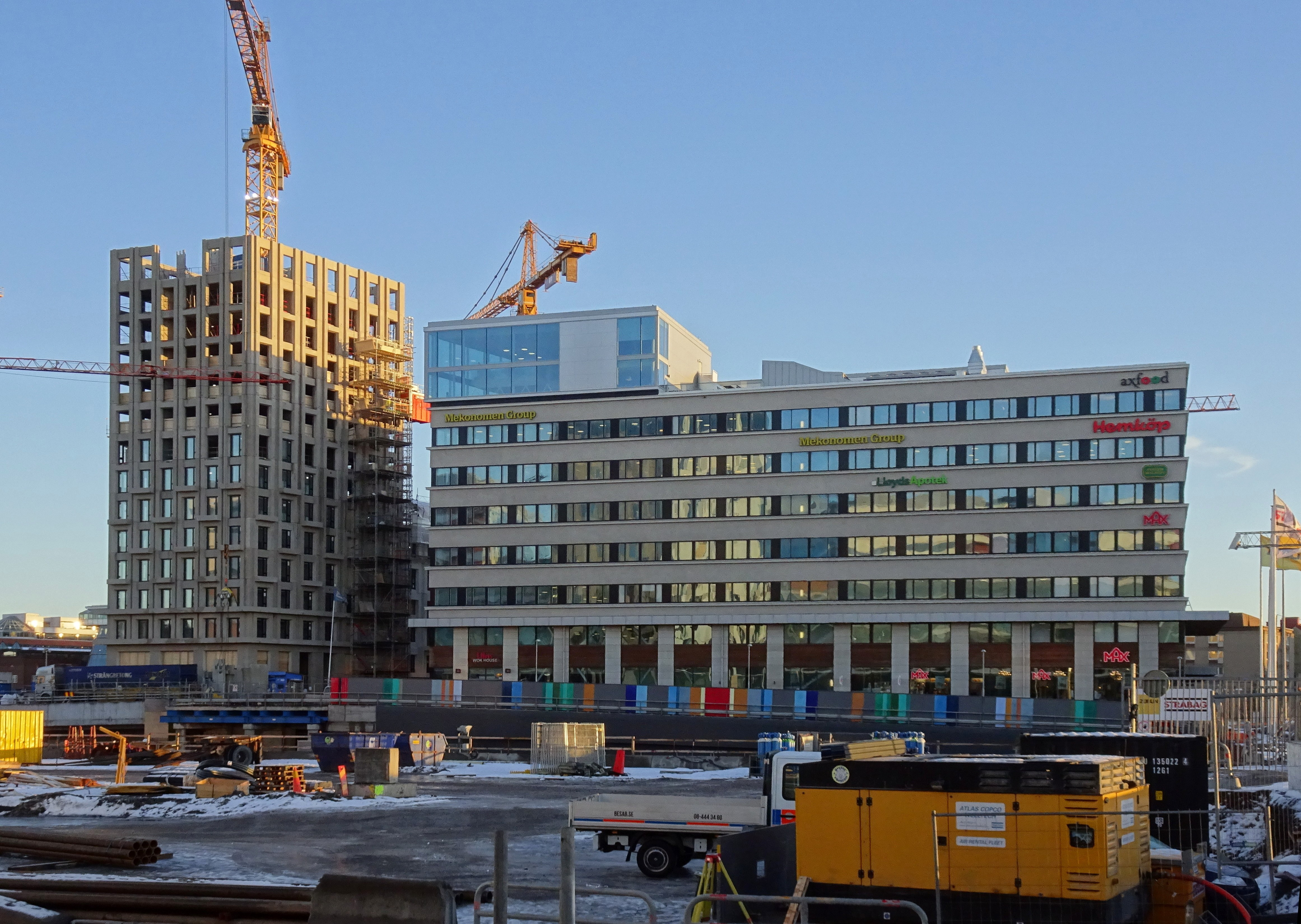
14 december 2016.

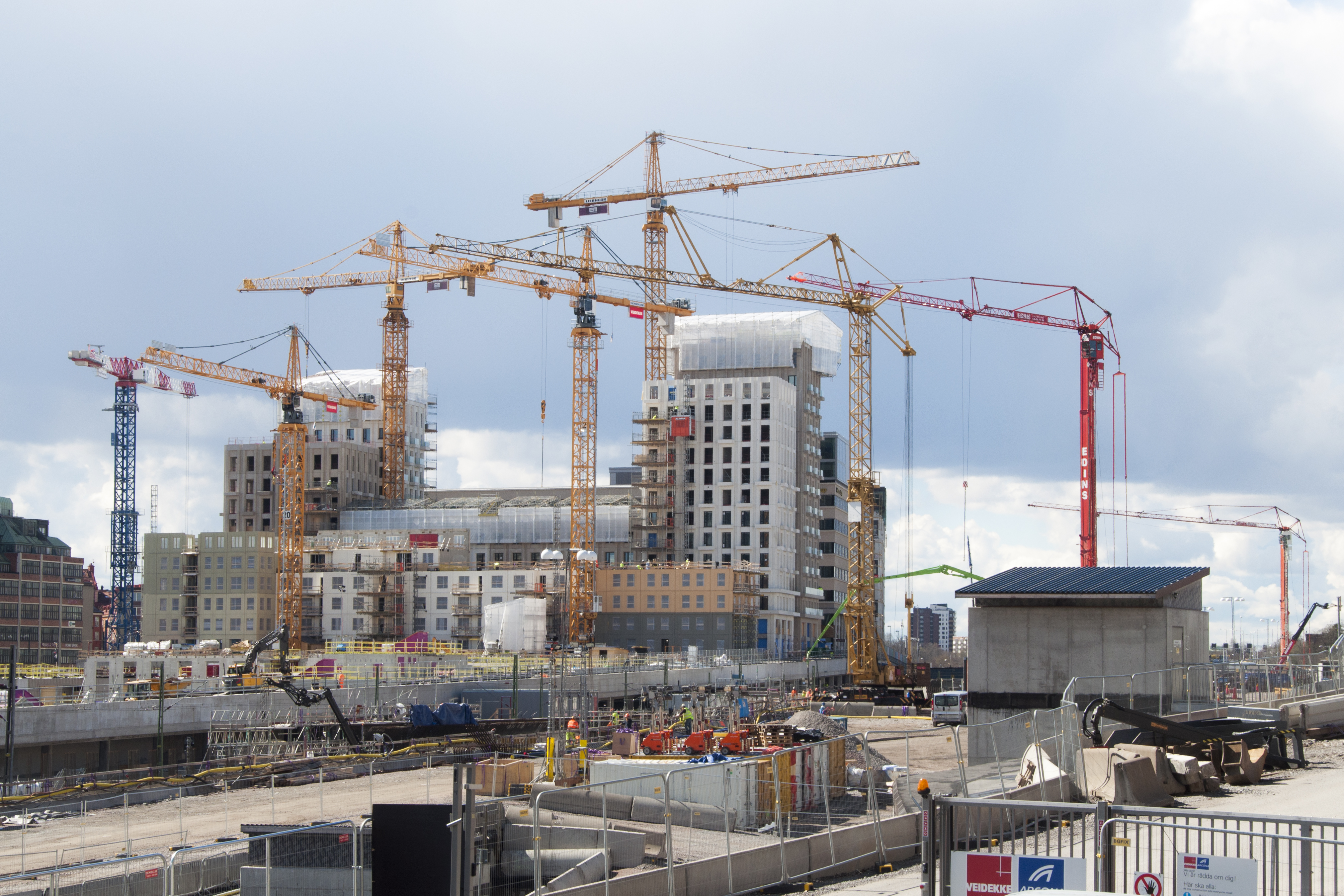
27 april 2017.
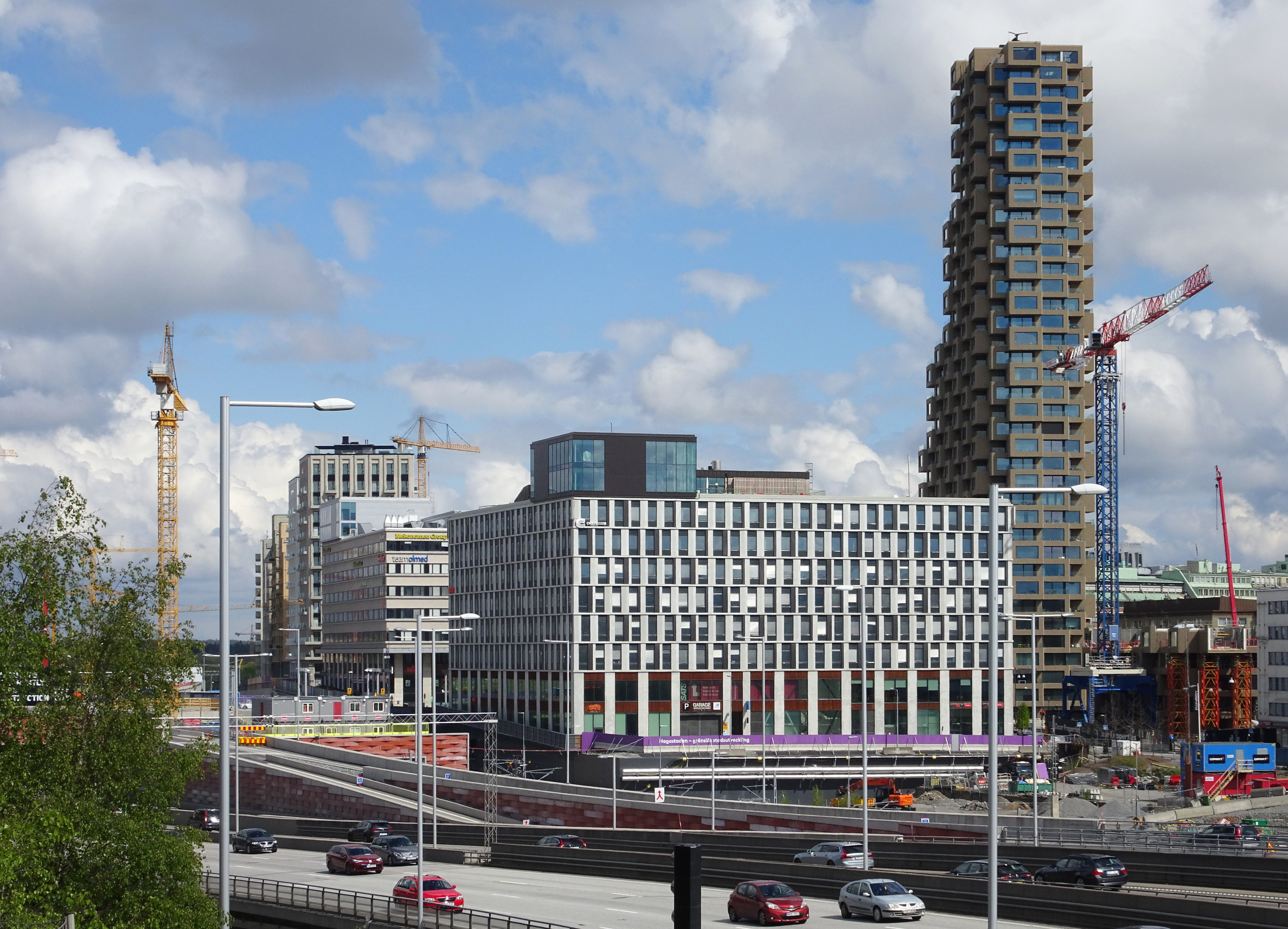
12 maj 2019.
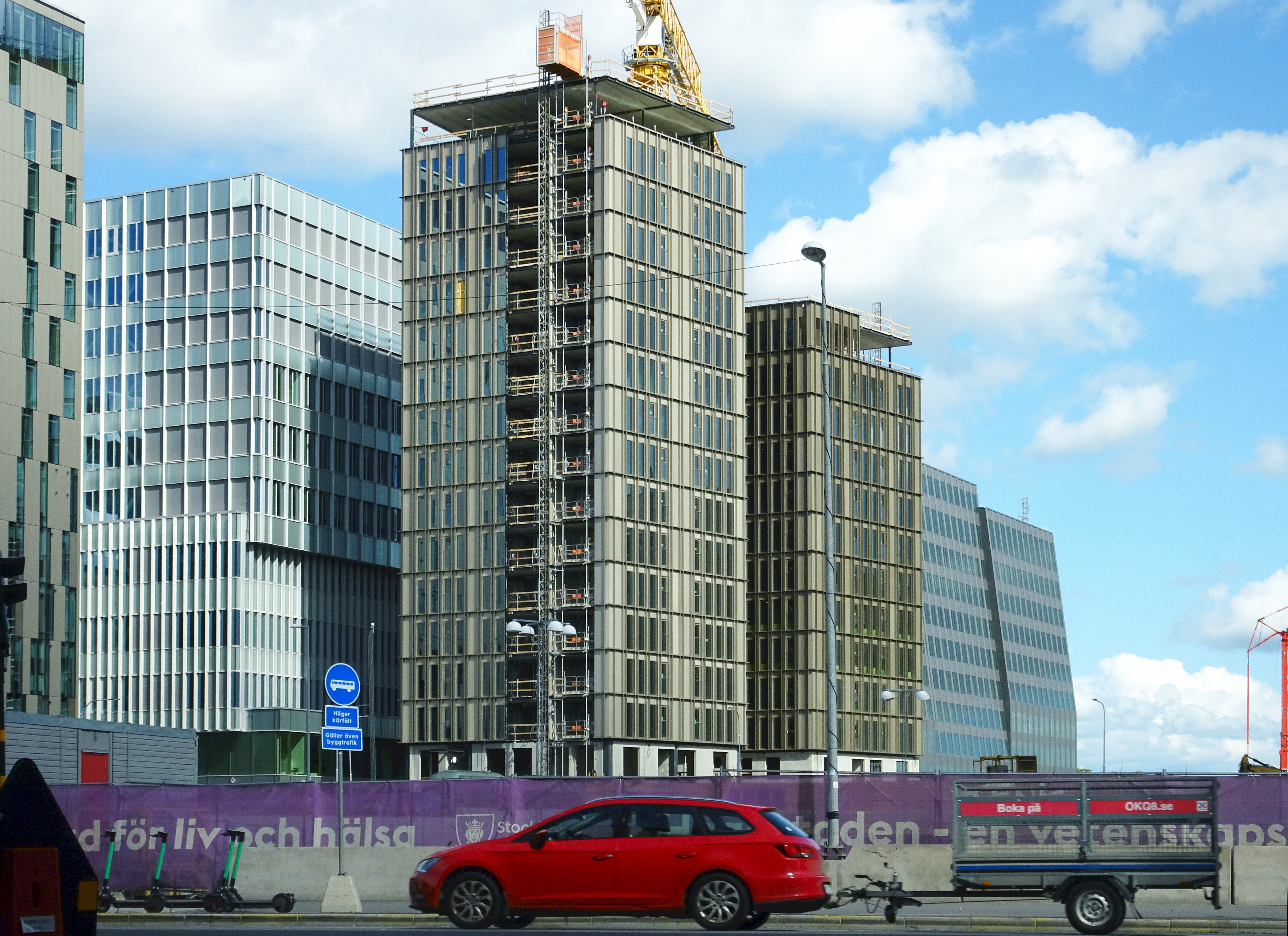
23 augusti 2020.
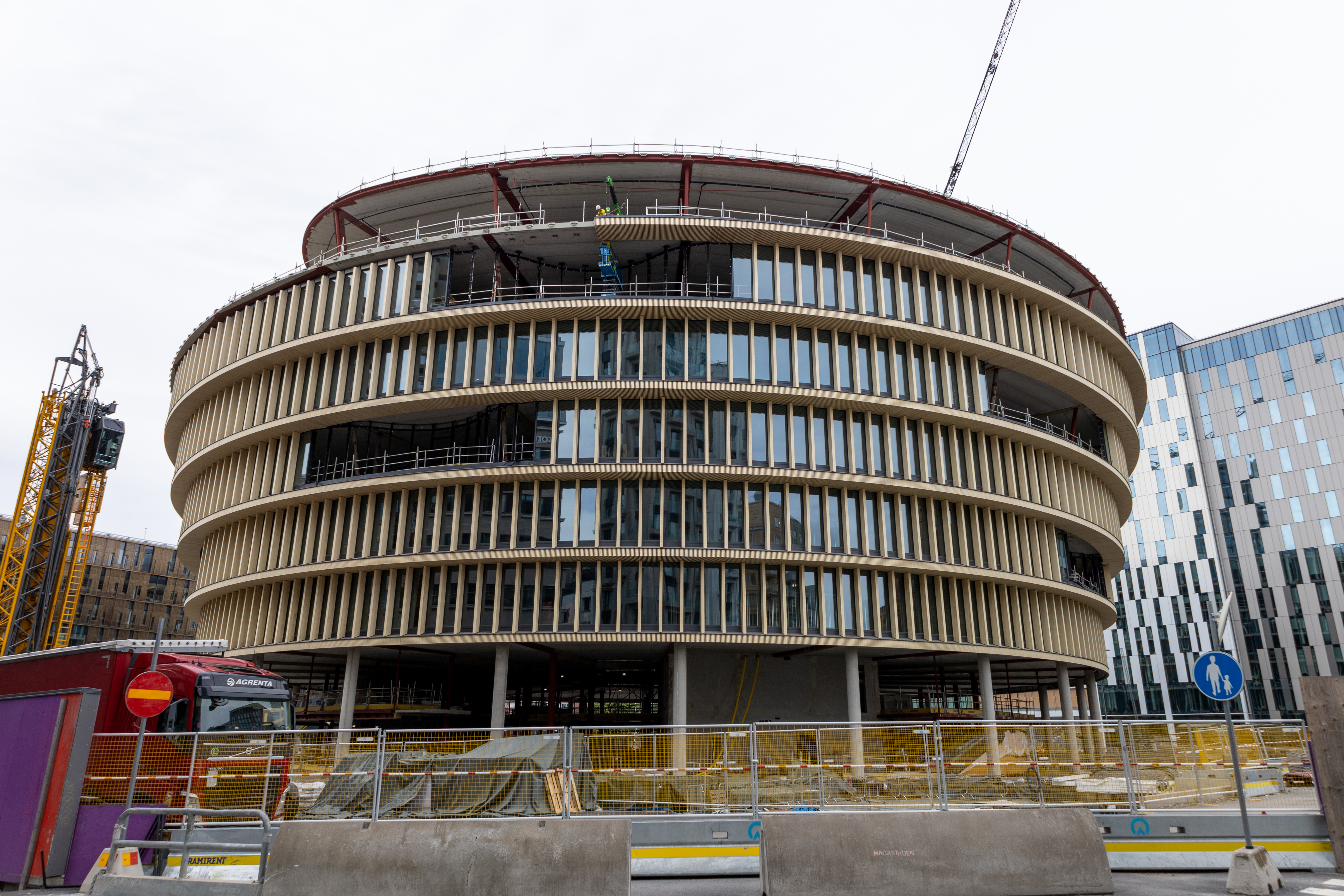
18 juli 2022.

## Livsvetenskap
I Hagastaden erbjuds flera möjligheter till studier och forskning inom livsvetenskap som omfattar flera vetenskapsgrenar, till exempel biologi, matematik, kemi, teknik och medicin. Denna tvärvetenskapliga verksamhet ska leda till kunskap som ger förutsättningar att förbättra liv och hälsa för människa, djur och natur.  
Nya Karolinska Solna bidrar till utveckla Stockholmsregionen till ett centrum inom livsvetenskaper. Det nya sjukhuset tog emot de första patienterna i de nya byggnaderna år 2016 och öppnade fullt ut 2018.

## Tunnelbana
En ny gren på Gröna Linjen mellan Odenplan och Arenastaden kommer att ha en station i Hagastaden. Omkring år 2028 ska trafiken starta på sträckan till och från Arenastaden. Region Stockholm ansvarar för arbetet med planering och utbyggnad.